# Eurytoma johnsoni
Eurytoma johnsoni är en stekelart som beskrevs av Girault 1925. Eurytoma johnsoni ingår i släktet Eurytoma och familjen kragglanssteklar. Inga underarter finns listade i Catalogue of Life.